# Сон о стране игрушек
«Сон о стране игрушек» (англ. A Dream of Toyland, альтернативные названия Dreams of Toyland и In the Land of Nod) — фильм Артура Мельбурн-Купера, сочетавший игру живых актёров с одним из первых удачных опытов кукольной анимации.
Фильм сохранился без последней сцены, где мама снова укладывает мальчика спать.
Один из первых британских мультфильмов для детей, важная веха в истории британского кинематографа.

## Сюжет
Мальчик посещает магазин игрушек (снято в городе Сент-Олбанс, Великобритания, в 1907 году). Ночью ему снится, что игрушки ожили и ходят по улице перед магазином. Конкретной сюжетной линии нет.
Автор вводит в действие большой автобус, которых тогда ещё не было в городе.

## Показ
В США фильм распространялся компанией Walturdraw.